# Иванов, Сергей Николаевич (Георгиевский кавалер)
Сергей Николаевич Иванов (?—1915) — русский военный, поручик.
Был смертельно ранен в бою 23 сентября 1915 года у деревни Занарочь в Белоруссии.

## Биография
Даты рождения и поступления на военную службу неизвестны.
Окончил 2-й Московский кадетский корпус и Александровское военное училище. Был выпущен подпоручиком в 114-й пехотный Новоторжский полк.
Чины: подпоручик (1910), поручик (1914).
Службу проходил в 114-м пехотном Новоторжском полку с 1910 года по 23 сентября 1915 года.
Участник Первой мировой войны, награждён орденом Св. Георгия 4-й степени (посмертно) «за то, что в бою 23-го сентября 1915 года, при овладении укрепленной позицией у деревни Занароча под сильным пулеметным, ружейным и артиллерийским огнём противника по совершенно открытой местности довел свою роту до укрепленной позиции немцев, первым ворвался в окопы и обратил неприятеля в бегство, причем был смертельно ранен».
Был похоронен на Московском городском братском кладбище.

## Награды
- Награждён орденом Св. Георгия 4-й степени (29 августа 1916, посмертно).
- Также награждён орденами Св. Станислава 3-й степени с мечами и бантом (29.10.1914), Св. Анны 4-й степени (13.04.1915), Св. Станислава 2-й степени с мечами (01.07.1915), Св. Анны 3-й степени с мечами и бантом (29.02.1916, посмертно).

## Примечание
В некрологе (1915 год) сказано, что был награжден орденом  Св. Георгия 4-й степени.